# 日本建設機械要覧
日本建設機械要覧(にほんけんせつきかいようらん)とは建設機械に関する出版物である。

## 概要
日本で稼動している建設機械が掲載されている。
昭和25年度版（昭和24年度現在）より日本建設機械化協会（後に日本建設機械施工協会に改称）で3年おきに毎年刊行されている。
その年の国産および輸入の各種建設機械（工事用機械）、作業船等について調べるのに重要な手がかりとなる。